# Rilès
Rilès (* 4. Januar 1996 in Rouen; bürgerlich Rilès Kacimi) ist ein französischer Rapper, Songwriter und Produzent.

## Leben und Werk
Rilès Kacimi wuchs in der französischen Gemeinde Rouen auf, seine Familie stammt ursprünglich aus Algerien. Nach seinem Bachelor in Naturwissenschaften studierte Rilès englische Literatur an der Universität von Rouen und arbeitete dazu eine Zeit lang als Supervisor eines Gymnasiums in Canteleu.
Seine erste Musik produzierte er unabhängig von einem Label und in englischer Sprache. Er wurde von amerikanischen Hip-Hop-Interpreten inspiriert, beispielsweise Kanye West, mit dem er auch den Song BELLEK aufnahm. Zuhause in seinem Schlafzimmer baute er sich sein eigenes Homestudio, wo er sich alles für das Produzieren Notwendige mit Hilfe von YouTube-Tutorials beibrachte. Er produziert mit der Digital Audio Workstation Reason.
Rilès machte Musikvideos für seine Stücke College Dropout, Another Complaint But und Brothers. Am 11. Januar 2018 veröffentlichte er zuerst das Musikvideo für Pesetas, welches in der Wüste Salar de Uyuni gedreht wurde, dann am 29. April 2018 das Video von Should I, das in Los Angeles gedreht wurde. Zwei seiner Videos (Brothers und I Do It) erschienen in den Top 50 der französischen Charts. Sein meistgeklicktes Video Brothers hat auf Youtube hatte im Mai 2019 mehr als 37 Mio. Klicks.
Von September 2016 bis September 2017 stellte er sich der Herausforderung, wöchentlich einen Song auf YouTube zu veröffentlichen, das Rilèsundayz-Projekt. In einem Interview mit Radio Eins nannte er als Gründe für dieses Projekt zum einen Selbstpromotion und zum anderen, dass in der digitalen Welt die Zeit schneller vergeht. Während dieser Rilèsundayz gelang es ihm, mit den Titeln jedes Songs einen Akrostichon zu bilden. Der so gebildete Satz ist eine lateinische Phrase: „O sed fugit interea, fugit irreparabile tempus, audeamus nunc.“ Er bedeutet: „In der Zwischenzeit entweicht unersetzlich die Zeit.“ Dies steht in direktem Zusammenhang mit seinem Logo, einer Sanduhr. Im April 2017 stieg seine Bekanntheit dank eines Videos des Youtubers Seb la Frite, welches ihm gewidmet wurde.
Neben seinem Album Vanity Plus Mind hat Rilès 52 Songs produziert, von denen zwei (Brothers und Thank God) im Oktober 2017 in Frankreich mit der Goldenen Schallplatte ausgezeichnet wurden. Anfang 2018 wurde Brothers mit Platin ausgezeichnet und Ende 2018 erreichte er noch mit I Do It Gold.
Nach der Veröffentlichung seines ersten Albums (Vanity Plus Mind) organisierte Riles 2017 eine Tournee in Europa und Lateinamerika mit 22 Konzerten, welche er als die Jungle Tour betitelte. Fast alle Konzerte waren ausverkauft.
Am 19. März 2018 gab er auf Facebook und Twitter bekannt, dass er einen Partnerschaftsvertrag mit Republic Records und Sony / ATV Music unterzeichnet hat.
In der Nacht vom 21. auf den 22. Juni 2018 veröffentlichte er auf YouTube ein neues Lied namens !I'll Be Back!, inspiriert von der Titelmelodie des Animes Naruto. Am Ende des Videos kündigte er die bevorstehende Veröffentlichung eines Albums an.
Am 8. Februar 2019 veröffentlichte er aus seinem zukünftigen Album die Single Marijuana, gefolgt von einem Video, in dem Snoop Dogg auftaucht. Seiner Angabe nach geht es in dem Song um seine Beziehung zu Cannabis und seine kontraproduktive Wirkung, die gegen seine Gewohnheiten und Mentalität verstößt. Der Refrain „Baby, you’ve been on my mind“ soll den Song auf attraktive Art und Weise einführen, um den Zuhörer zu überlisten. Man könne denken, dass er von einer Frau spreche, im Bezug auf Sex und Lust, was in gewisser Weise auch eine Droge sei.
Der erste Teil (März–April) der Tiger Tour 2019 umfasste neun Konzerte in mehreren Ländern, wie Deutschland und den Vereinigten Staaten von Amerika. Der zweite Teil (November–Dezember) soll ausschließlich in Frankreich und Belgien stattfinden und aus 12 Konzerten in weniger als einem Monat bestehen. Während der Konzerte veröffentlichte er auf Instagram (teilweise auch auf YouTube) Songs, welche er als Rilèsnippetz betitelte.
Sein Debütalbum Welcome to the Jungle erschien im August 2019 und erreichte die Top 10 der französischen und wallonischen Albumcharts.

## Diskografie

### Studioalben
| Jahr | Titel                 | Höchstplatzierung, Gesamtwochen, AuszeichnungChartplatzierungen (Jahr, Titel, Platzierungen, Wochen, Auszeichnungen, Anmerkungen) | Höchstplatzierung, Gesamtwochen, AuszeichnungChartplatzierungen (Jahr, Titel, Platzierungen, Wochen, Auszeichnungen, Anmerkungen) | Höchstplatzierung, Gesamtwochen, AuszeichnungChartplatzierungen (Jahr, Titel, Platzierungen, Wochen, Auszeichnungen, Anmerkungen) | Anmerkungen                                               |
| Jahr | Titel                 | FR | BEW | CH | Anmerkungen                                               |
| ---- | --------------------- | --- | --- | --- | --------------------------------------------------------- |
| 2019 | Welcome to the Jungle | FR6 Platin · (66 Wo.)FR | BEW10 (70 Wo.)BEW | CH37 (3 Wo.)CH | Erstveröffentlichung: 30. August 2019 Verkäufe: + 104.000 |
| 2020 | Lvl 36 – EP           | FR181 (1 Wo.)FR | — | — | Erstveröffentlichung: 10. Juli 2020                       |
| 2025 | Survival Mode         | FR1 (19 Wo.)FR | BEW9 (14 Wo.)BEW | CH14 (4 Wo.)CH | Erstveröffentlichung: 10. Januar 2025                     |

### Singles
| Jahr | Titel Album                            | Höchstplatzierung, Gesamtwochen, AuszeichnungChartsChartplatzierungen (Jahr, Titel, Album, Platzierungen, Wochen, Auszeichnungen, Anmerkungen) | Anmerkungen                                                  |
| Jahr | Titel Album                            | FR | Anmerkungen                                                  |
| --- | -------------------------------------- | --- | ------------------------------------------------------------ |
| 2016 | Brothers –                             | FR38 Platin · (27 Wo.)FR | Erstveröffentlichung: 27. März 2016 Verkäufe: + 133.333      |
| 2016 | Thank God Welcome to the Jungle        | FR76 Diamant · (21 Wo.)FR | Erstveröffentlichung: 13. November 2016 Verkäufe: + 333.333  |
| 2016 | I Do It –                              | FR81 Gold · (9 Wo.)FR | Erstveröffentlichung: 23. November 2016 Verkäufe: + 66.666   |
| 2016 | Should I –                             | FR15 Gold · (9 Wo.)FR | Erstveröffentlichung: 25. September 2016 Verkäufe: + 100.000 |
| 2017 | In the Jungle –                        | FR182 Gold · (2 Wo.)FR | Erstveröffentlichung: 29. Januar 2017 Verkäufe: + 100.000    |
| 2017 | Pesetas –                              | FR179 Gold · (1 Wo.)FR | Erstveröffentlichung: 29. Januar 2017 Verkäufe: + 100.000    |
| 2019 | Marijuana Welcome to the Jungle        | FR101 Platin · (7 Wo.)FR | Erstveröffentlichung: 8. Februar 2019 Verkäufe: + 200.000    |
| 2024 | Money Trees Survival Mode              | FR177 (2 Wo.)FR | Erstveröffentlichung: 14. November 2024                      |
| 2025 | Don’t Cry My Love –                    | FR109 (… Wo.)FR | Erstveröffentlichung: 27. Juni 2025                          |
| Folgende Lieder erschienen nicht als Single, wurden aber durch das Album zum Download und Streaming bereitgestellt und konnten somit eine Platzierung erlangen: |                                        | |                                                              |
| |                                        | |                                                              |
| 2019 | Myself n the Sea Welcome to the Jungle | FR150 Gold · (1 Wo.)FR | Charteinstieg: 6. September 2019 Verkäufe: + 100.000         |
| 2025 | Obvious Survival Mode                  | FR128 (2 Wo.)FR | Charteinstieg: 17. Januar 2025 feat. Tif                     |
| 2025 | Survival Survival Mode                 | FR159 (2 Wo.)FR | Charteinstieg: 17. Januar 2025                               |
| 2025 | Save My Mind Survival Mode             | FR200 (1 Wo.)FR | Charteinstieg: 17. Januar 2025                               |

## Auszeichnungen für Musikverkäufe
| Goldene Schallplatte - Frankreich - 2019: für die Single Pesetas | Platin-Schallplatte - Ungarn - 2022: für das Album Welcome to the Jungle |

Anmerkung: Auszeichnungen in Ländern aus den Charttabellen bzw. Chartboxen sind in ebendiesen zu finden.
| Land/RegionAuszeichnungen für Musikverkäufe (Land/Region, Auszeichnungen, Verkäufe, Quellen) | Gold     | Platin     | Diamant  | Verkäufe  | Quellen         |
| -------------------------------------------------------------------------------------------- | -------- | ---------- | -------- | --------- | --------------- |
| Frankreich (SNEP)                                                                            | 6× Gold6 | 3× Platin3 | Diamant1 | 1.333.332 | snepmusique.com |
| Ungarn (MAHASZ)                                                                              | —        | Platin1    | —        | 4.000     | slagerlistak.hu |
| Insgesamt                                                                                    | 6× Gold6 | 4× Platin4 | Diamant1 |           |                 |